# Улица Терезес
Улица Терезес (латыш. Terēzes iela) — улица в Латгальском предместье города Риги, в Гризинькалнсе. Проходит от улицы Александра Чака до перекрёстка с улицами Звайгжню и Пернавас; с другими улицами не пересекается.
Общая длина улицы составляет 177 метров. На всём протяжении имеет асфальтовое покрытие, 2 полосы движения. Общественный транспорт по улице не курсирует.

## История
Улица Терезес впервые упоминается в адресных книгах Риги за 1868/1869 год под своим нынешним названием (исторический русский вариант — Терезинская). С 1961 по 1991 год именовалась улицей Личупес.

## Примечательные объекты
- Дом 1 — Рижский ювелирный завод[3].
- Дом 5 — Управление доходов Рижского городского самоуправления[4].